# 约纳斯·贝里奎斯特
约纳斯·贝里奎斯特（瑞典語：Jonas Bergqvist，1962年9月26日—），瑞典男子冰球运动员。他曾代表瑞典参加1988年和1994年冬季奥林匹克运动会冰球比赛，获得一枚金牌和一枚铜牌。